# Animatógrafo

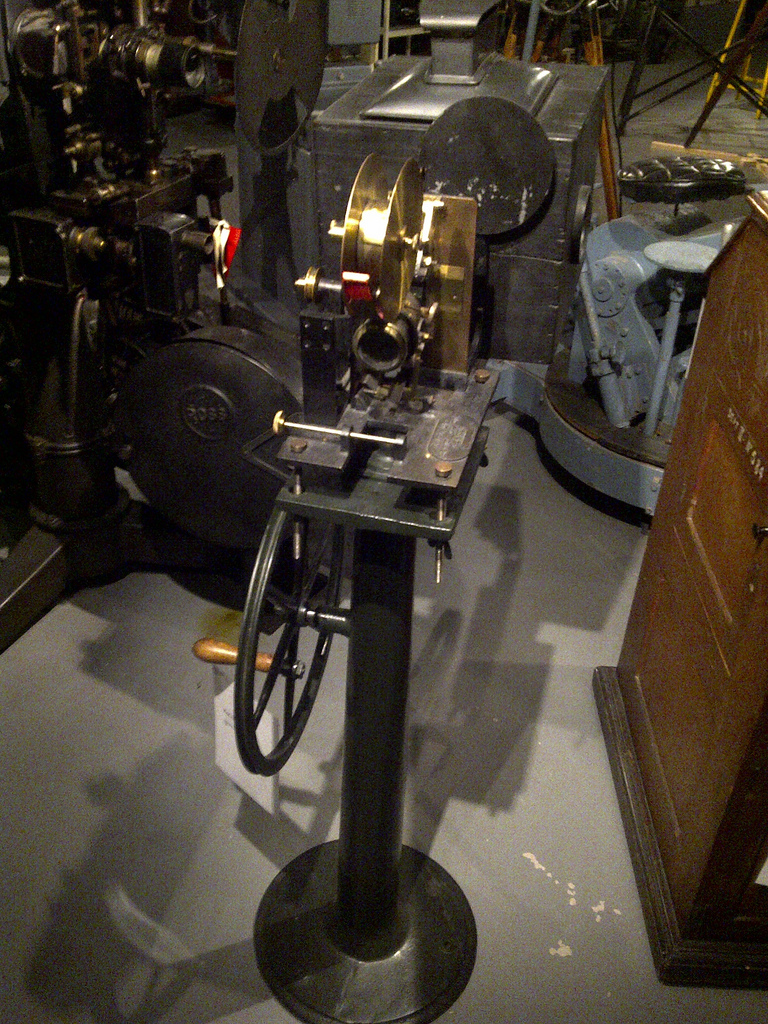
Aparato conservado en el National Science and Media Museum.

El animatógrafo (theatrograph) fue el segundo proyector cinematográfico de Gran Bretaña y el primero de 35mm de película. Fue inventado por Robert W. Paul, que lo presentó el 20 de febrero de 1896 en el Finsbury Technical College, poco después de que Birt Acres presentara el primer proyector de Inglaterra (Kinetic Lantern). Además, fue representado exactamente el mismo día que fueron proyectadas las películas de Lumière por primera vez en Londres.
R. W. Paul inventó el animatógrafo después del éxito del quinetoscopio, creado a partir de la invención de Edison, debido al encargo que dos empresarios de origen griego le habían hecho para que lo copiara. El éxito del Animatógrafo lo inspiró para contemplar las posibilidades de proyectar una imagen en movimiento en una pantalla. El proyector, se puso de manifiesto por primera vez al público en la Sala d'Egipte a Picadilly, Londres. Acres lo fue perfeccionando a lo largo de los años y llegó a vender más de 100 exemplares, uno de ellos a Georges Méliès el 1896.
Carl Hertz, un famoso mago americano, zarpó de Inglaterra el 29 de marzo de 1896 a bordo del velero Royal Mail RMS Norman. Durante el viaje exhibió el Theatrograph de Paul a sus pasajeros i también mostró las películas en África del Sur y Australia. Las proyecciones en África del Sur fueron las primeras proyecciones públicas de imágenes en movimiento en ese país. Después de Australia, Hertz llevó el Theatrograph a Ceilán (Sri Lanka), India, China, Japón y las islas Fiyi y Hawái.
El uso del Theatrograph de Paul en las salas de música de todo el país popularizaron el cinema pionero a Gran Bretaña.

## Llegada del theatrograph a España
El 1896 Edwin Rousby presentó el animatógrafo en el circo instalado en la plaza del Rey de Madrid (concretamente, en los jardines de la casa de las siete chimeneas). Como en sus orígenes, las películas exhibidas provienen de Londres, donde se pueden ver el puente de Blackfriars, una herrería, chinos fumando opio o Loie Fuller bailando la danza del vientre.
El theatrograph estuvo en el circo Parish hasta el mes de julio, trasladándolo a Lisboa para exhibirlo, donde compitió con el cinematógrafo medio año. [cita requerida]
El animatógrafo no tuvo tanto éxito como el cinematógrafo de los Lumière, que llegó a Madrid unos días después. Por lo tanto, el primero en presentar las imágenes en movimiento a la capital fue Edwin Rousby. Además, en ese momento, ya se estaba probando de incorporar sonido en las imágenes y se llegaron a utilizar materiales cómo por ejemplo latas para simular el sonido del mar.